# Condado de Big Horn (Wyoming)
O Condado de Big Horn é um dos 23 condados do Estado americano do Wyoming. A sede do condado é Basin, e a sua maior cidade é Lovell. O condado tem uma área de 8182 km² (dos quais 57 km² estão cobertos por água), uma população de 26 560 habitantes, e uma densidade populacional de 1,4 hab/km² (segundo o censo nacional de 2000).
O condado foi fundado em 1896 e recebeu o seu nome a partir das Montanhas Big Horn, uma cordilheira no norte do Wyoming e sul do Montana.